# East St. Louis
East St. Louis (bis 1861 Illinoistown) ist eine Stadt im St. Clair County im Westen des US-amerikanischen Bundesstaates Illinois.

## Geographie
East St. Louis liegt gegenüber von St. Louis (Missouri) am Ostufer des Mississippi River. Die Stadt liegt im Metro-East genannten östlichen, in Illinois und damit im östlich des Mississippi gelegenen Teil der Metropolregion Greater St. Louis.
Die Stadt hat eine Fläche von 37,4 km² (14,4 mi²). Am 14. Juli 1954 wurde in East Saint Louis mit 117 °F (48 °C) die höchste je in Illinois gemessene Temperatur verzeichnet.

## Geschichte
East St. Louis wurde 1797 gegründet. 
East St. Louis ist eine der ärmeren Städte in Illinois. 1877 kam es zu einem gewaltsamen Eisenbahnerstreik, 1917 zu schweren Rassenunruhen, als ein Aluminiumwerk Afroamerikaner als Streikbrecher einstellte.
In den 1950er Jahren hatte die Stadt noch über 80.000 Einwohner. Heute gehört sie zum Rust Belt. Der Rückgang der Schwerindustrie und der anschließende Strukturwandel seit den 1960er Jahren verursachte eine hohe Arbeitslosigkeit.
Im Jahr 2000 hatte East St. Louis 31.542 Einwohner. Im Jahr 2020 lebten in East St. Louis nur noch 18.469 Menschen. Die Bevölkerung der Stadt ist mittlerweile größtenteils (97,74 %) Afroamerikaner.

## Sehenswürdigkeiten
- Gateway Geyser

## Söhne und Töchter der Stadt
- Henry Carl Luckey (1868–1956), Politiker
- H. Trendley Dean (1893–1962), Zahnarzt, Vater der Trinkwasserfluoridierung zur Kariesprophylaxe
- Charlie McFadden (1895–1966), Bluessänger
- Elmer Schoebel (1896–1970), Jazzmusiker
- Albert Rudolph Zuroweste (1901–1987), katholischer Geistlicher, Bischof von Belleville
- Charles Melvin Price (1905–1988), Politiker
- Hugh Sanders (1911–1966), Schauspieler
- John Edward Taylor (1914–1976), katholischer Geistlicher, Bischof von Stockholm
- Hugh Sanders (1911–1966), Schauspieler
- Shelley Winters (1920–2006), Schauspielerin
- Lee Wilde (1922–2015), Schauspielerin und Sängerin
- Lyn Wilde (1922–2016), Schauspielerin und Sängerin
- Miles Davis (1926–1991), Jazz-Trompeter
- Leo Gooden (1929–1965), Sänger, Songwriter, Musikproduzent und Nachtclubbesitzer
- Jacqueline Weigand (1930–2012), deutsch-amerikanische Malerin (Geburtsname: Jacqueline Anne Roland)
- William S. Sly (1932–2025), Biochemiker und Molekularbiologe
- Donald L. Bitzer (1934–2024), Elektroingenieur
- Bobby Haynes (1934/1935–2018), Jazz- und Rhythm-&-Blues-Musiker
- Leon Thomas (1937–1999), Jazz-Sänger
- Dana Ulery (* 1938), Informatikerin und Pionierin in der Simulationswissenschaft
- Harry Edwards (* 1942), Sportsoziologe und Gründer des Olympic Project for Human Rights
- Dick Durbin (* 1944), Politiker
- Lynn Lowry (* 1947), Schauspielerin
- Jerry Costello (* 1949), Politiker
- Al Joyner (* 1960), Leichtathlet und Olympiasieger
- Jackie Joyner-Kersee (* 1962), Leichtathletin und Olympiasiegerin
- LaPhonso Ellis (* 1970), Basketballspieler
- Erin Brown (* 1979), Schauspielerin
- Terreon Gully (* 1982), Musiker des Modern Jazz und Hochschullehrer
- Tanner Houck (* 1996), Baseballspieler